# Jerry Trainor
Gerald William Trainor, detto Jerry (San Diego, 21 gennaio 1977), è un attore e doppiatore statunitense, conosciuto per le interpretazioni di Crazy Steve nella sitcom Drake & Josh e Spencer Shay in iCarly.

## Biografia

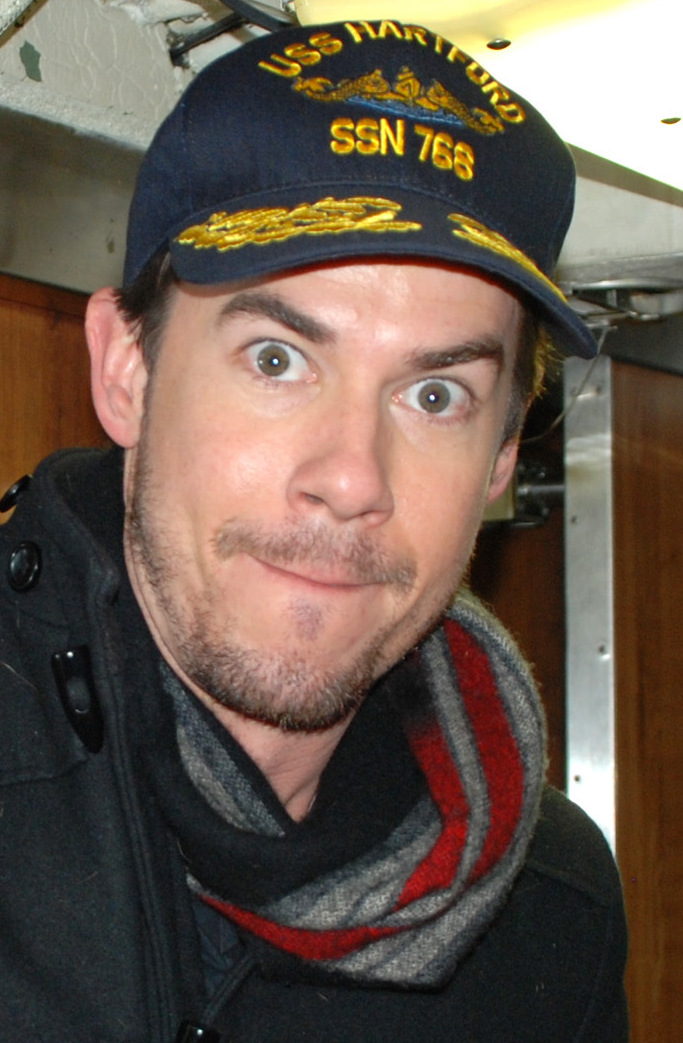
Jerry Trainor nel 2014

Jerry Trainor è nato e cresciuto a San Diego, in California, figlio di Bill Trainor e Madelyn (nata McNenly) Trainor. Ha studiato improvvisazione presso la scuola Groundlings di Los Angeles. Ha studiato anche teatro presso l'Università di Santa Barbara in California.
Il suo primo ruolo televisivo era in MTV nella serie Undressed come Eric. Alcuni dei suoi altri crediti televisivi includono Law & Order, Angelo, e Malcolm in the Middle. Il suo primo ruolo ricorrente TV era come Brian "il ragazzo AV" sul Crossing Jordan. Ha avuto una serie di piccoli ruoli in film come l'horror di fantascienza Donnie Darko e la commedia cheerleader Bring It On Again. Ha avuto anche un ruolo ricorrente nella serie televisiva di Nickelodeon Drake & Josh come "Crazy" Steve, un commesso del cinema, dal 2004 al 2007 e ha interpretato Spencer Shay in iCarly  il fratello maggiore e tutore di Carly Shay (Miranda Cosgrove) dal 2007 al 2012. Ha recitato nella commedia a tema musicale Wreckless nel 2008, in cui è protagonista. Jerry ha recitato con Jennette McCurdy, sua collega storica in iCarly, nel film televisivo Nickelodeon Best Player dove ha interpretato Quincy Johnson, un appassionato di videogiochi il cui scopo è vincere una competizione in una gara di videogiochi contro Chris Sanders, il personaggio di McCurdy. Nel 2013, Jerry Trainor ha recitato nella breve durata dello spettacolo di Nickelodeon Wendell e Vinnie nel personaggio di Vinnie, lo zio e tutore di Wendell. Jerry era precedentemente in un World of Warcraft serie di video chiamata Progetto Lore. Ha interpretato il guaritore Goggins che è uno sciamano Draenei ma è stato sostituito da Jeff Cannata quando ha lasciato lo show il 7 febbraio 2009.

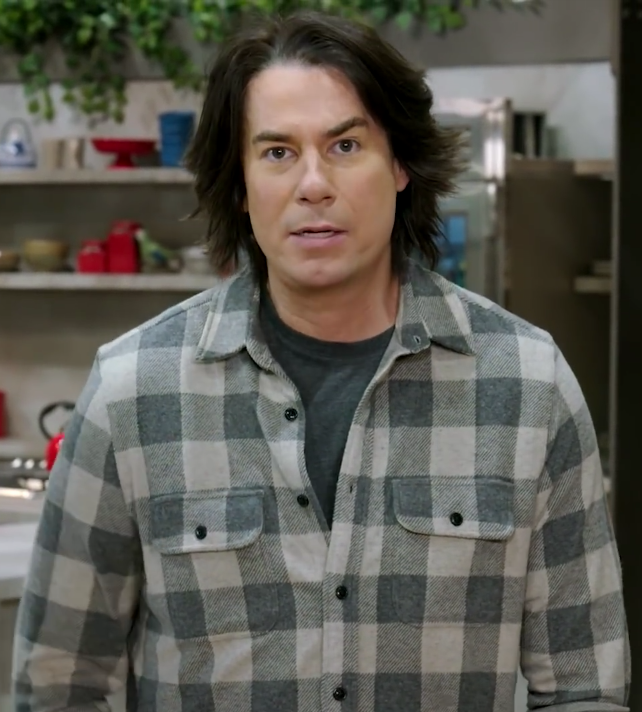
Jerry Trainor nel 2021

Nel maggio del 2016 è apparso come inviato nel Tonight Show starring Jimmy Fallon; non è la prima volta che i due comici collaborano: Fallon infatti apparve in due puntate di ICarly nel 2012.

## Filmografia

### Cinema
- Donnie Darko, regia di Richard Kelly (2001)
- Evolution, regia di Ivan Reitman (2001)
- Ragazze nel pallone - La rivincita (Bring It On Again), regia di Damon Santostefano (2004)
- Alex & me, regia di Eric Champnella (2018)

### Televisione
- Undressed – serie TV, 3 episodi (2000)
- Malcolm (Malcolm in the Middle) – serie TV, episodio 2x24 (2001)
- Boston Public – serie TV, episodio 1x22 (2001)
- Tutto in famiglia (My Wife and Kids) – serie TV, episodio 2x26 (2002)
- E.R. - Medici in prima linea (ER) – serie TV, episodio 9x06 (2002)
- Angel – serie TV, episodio 4x05 (2002)
- Crossing Jordan – serie TV, 5 episodi (2004–2005)
- Drake & Josh – serie TV, 9 episodi (2004–2007)
- iCarly – serie TV, 93 episodi (2007–2012)
- Carly va in Giappone (2008) – film TV
- Merry Christmas, Drake & Josh, regia di Michael Grossman – film TV (2008)
- Victorious – serie TV, episodi 1x05, 3x07 (2010–2012)
- IParty con Victorious (iParty with Victorious), regia di Steve Hoefer – film TV (2011)
- Best Player, regia di Damon Santostefano – film TV (2011)
- Wendell & Vinnie – serie TV, 20 episodi (2013)
- Sam & Cat – serie TV, episodio 1x30 (2014)
- 2 Broke Girls – serie TV, episodio 5x20 (2016)
- Still the King – serie TV, 10 episodi (2016–2017)
- Law & Order True Crime – serie TV, episodio 1x03 (2017)
- Henry Danger – serie TV, episodio 5x03 (2018)
- Ci mancava solo Nick (No Good Nick) – serie TV, 5 episodi (2019)
- iCarly – serie TV, 13 episodi (2021–2023)

### Doppiatore
- I pinguini di Madagascar (The Penguins of Madagascar) – serie animata, episodio 2x07 (2010)
- T.U.F.F. Puppy – serie animata, 44 episodi (2010–2015)
- Dottoressa Peluche (Doc McStuffins) – serie animata, 4 episodi (2012–2013)
- Marco e Star contro le forze del male (Star vs. the Forces of Evil) – serie animata, 3 episodi (2016–2017)
- Bunsen è una Bestia (Bunsen Is a Beast) – serie animata, 3 episodi (2017)
- Le avventure di Kid Danger (The Adventures of Kid Danger) – serie animata, episodio 1x08 (2018)

## Doppiatori italiani
Nelle versioni in italiano delle opere in cui ha recitato, Jerry Trainor è stato doppiato da:
- Renato Novara in Ragazze nel pallone - La rivincita, iCarly, Victorious, iParty con Victorious, Best Player, Law & Order True Crimes, Family Tues
- Alessandro Messina in Drake & Josh, Merry Christmas Drake & Josh

Da doppiatore è sostituito da:
- Federico Zanandrea in  T. U. F. F. Puppy
- Nanni Baldini in Marco e Star contro le forze del male